# Antonio Chimenti
Pour les articles homonymes, voir Chimenti.
Antonio Chimenti est un footballeur italien né le 30 juin 1970 à Bari. Il évoluait au poste de gardien de but.

## Biographie
Antonio Chimenti dispute son premier match en 1re division italienne le 21 septembre 1997, lors de la rencontre AS Roma - US  Lecce (Score : 3-1).
Il est sacré champion d'Italie en 2003 avec la Juventus de Turin. Le titre de champion de l'année 2005 obtenu avec la Juventus lui est retiré à la suite de l'affaire du Calciopoli.
Antonio Chimenti dit Zucchina joue un total de 187 matchs en Série A et 6 matchs en Ligue des Champions au cours de sa carrière.

## Carrière
- 1988-1991 : Sambenedettese (Série C2)
- 1991-1992 :  US Tempio (Série C2)
- 1992-1993 : AC Monza (Série B)
- 1993-1994 : Salernitana Sport
- 1994-1994 : Sambenedettese (Prêté par Salernitana)
- 1994-1997 : Salernitana Sport (Série C1 puis Série B)
- 1997-1999 : AS Rome (32 matchs en Série A, 8 matchs en Coupe de l'UEFA)
- 1999-2002 : US Lecce (98 matchs en Série A)
- 2002-2005 : Juventus (11 matchs en Série A, 6 matchs en Ligue des Champions)
- 2005-2007 : Cagliari Calcio (43 matchs en Série A)
- 2007-2008 : Udinese Calcio (3 matchs en Série A)
- 2008- : Juventus[2]

## Palmarès
- Champion d'Italie en 2003 avec la Juventus de Turin